# Aileron (aéronautique)
Pour les articles homonymes, voir Aileron.
Sur un aérodyne, avion ou planeur, les ailerons sont des gouvernes aérodynamiques se déplaçant en sens opposé (l'un monte quand l'autre descend et inversement) et servant à produire un moment de roulis. Ce moment crée un mouvement de roulis, qui produit généralement une modification de la trajectoire de vol, dû au changement de direction de la portance.

Mouvement de roulis

## Histoire
Bien que le concept d’aileron existe depuis au moins 1864 avec la publication par Matthew Piers Watt Boulton (en) de « On Aerial Locomotion » et son brevet en 1868, on parlait alors seulement de gouverne.
Les ailerons sont utilisés en vol pour la première fois en 1906 par Alberto Santos-Dumont, lors de son vol record de 220 mètres : « Enfin, pourvu de deux ailerons hexagonaux, le célèbre aéroplane triomphait le 12 novembre en gagnant le prix de l’Aéro-Club de France par un parcours de 220 mètres. »
Le terme « aileron » a été utilisé par Henri Farman en 1908, alors qu'il est en tournée aux États-Unis, pour nommer les surfaces latérales servant au contrôle en roulis disposées entre les plans des avions de Glenn Curtiss qui sont présents. Il installera les premiers véritables ailerons, placés au bord de fuite de l'aile, sur son biplan 1909.

## Description

Fonctionnement des ailerons

Les ailerons peuvent produire une rotation en roulis, comme dans l'animation dans cet article, ou seulement maintenir une situation d'équilibre en roulis (par exemple, pour compenser la dissymétrie de portance des ailes dans le cas de vol en attaque oblique ou de chargement dissymétrique). 
Ils sont généralement situés à l'extrémité de l'aile car le bras de levier étant plus grand, l'effet obtenu l'est aussi.
Sur les avions de ligne de type Boeing ou Airbus il existe, en plus des ailerons classiques en bout d'aile (utilisés aux basses vitesses), des ailerons situés près de l'emplanture utilisés aux grandes vitesses pour réduire les efforts de torsion dans l'aile.
L'action des ailerons peut être complétée par celle des spoilers ou des aérofreins utilisés de façon asymétrique.
Le braquage des ailerons est dit aussi gauchissement (du verbe gauchir) car au début de l'aviation il n'y avait pas d'ailerons mais le pilote obtenait le mouvement de roulis en vrillant les ailes en sens opposé.